# Département de Pellegrini
Le département de Pellegrini est une des 27 subdivisions de la province de Santiago del Estero en Argentine. Son chef-lieu est la ville de Nueva Esperanza.
Le département a une superficie de 7 330 km2. Sa population s'élevait à 19 517 habitants en 2001.

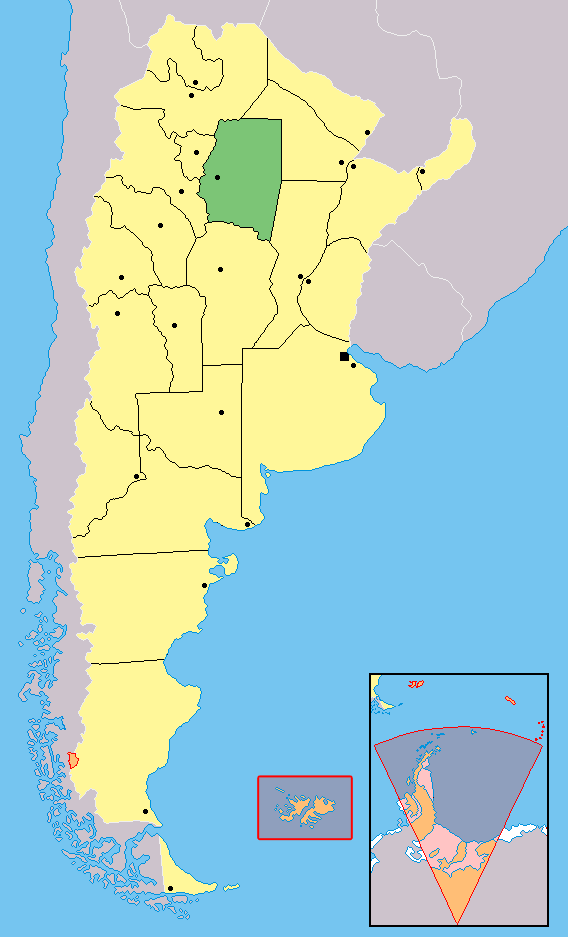
Localisation de la province de Santiago del Estero en Argentine